# Xyris surinamensis
Xyris surinamensis är en gräsväxtart som beskrevs av Anton Sprengel. Xyris surinamensis ingår i släktet Xyris och familjen Xyridaceae. Inga underarter finns listade i Catalogue of Life.